# Église Saint-Just d'Arbois
Pour les articles homonymes, voir Église Saint-Just et Saint-Just.
L'église Saint-Just d'Arbois est une église catholique du XIIe siècle, de style roman et gothique, située à Arbois dans le département français du Jura (région Bourgogne-Franche-Comté). Dédiée à saint Just (patron d'Arbois), elle est classée aux monuments historiques depuis le 10 septembre 1913.

## Historique
Au XIIe siècle, l'église, élément d'un prieuré bénédictin, est construite en style roman bourguignon avec un clocher-tour de guet de 75 m intégré dans les fortifications de la ville. Au XIIIe siècle des éléments tel que la nef voûtée sont ajoutés en style gothique. Des voûtes en pierre, en croisée d'ogives et arcs doubleaux, remplacent alors la charpente.

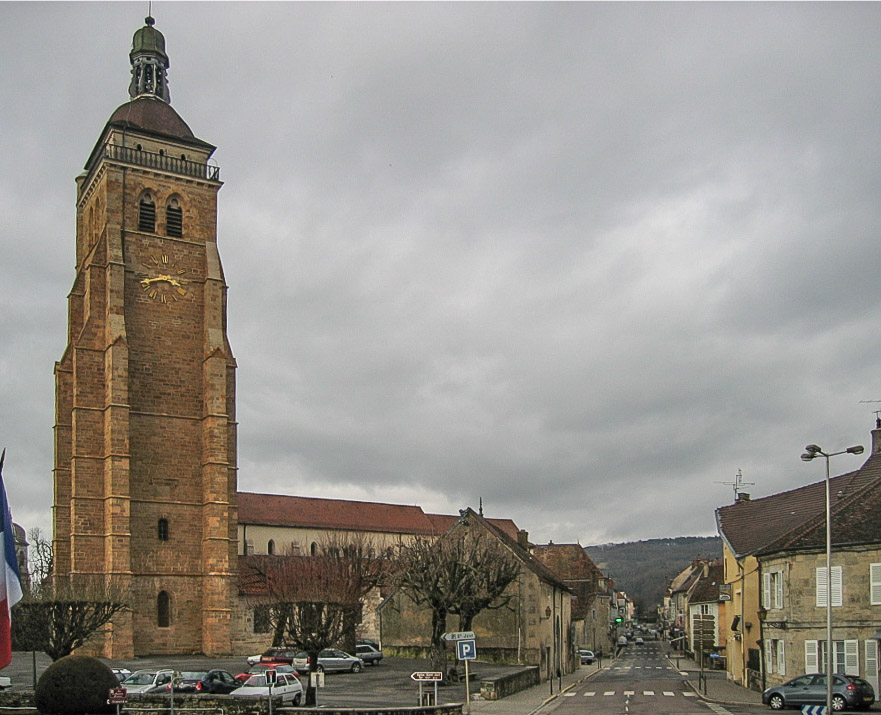
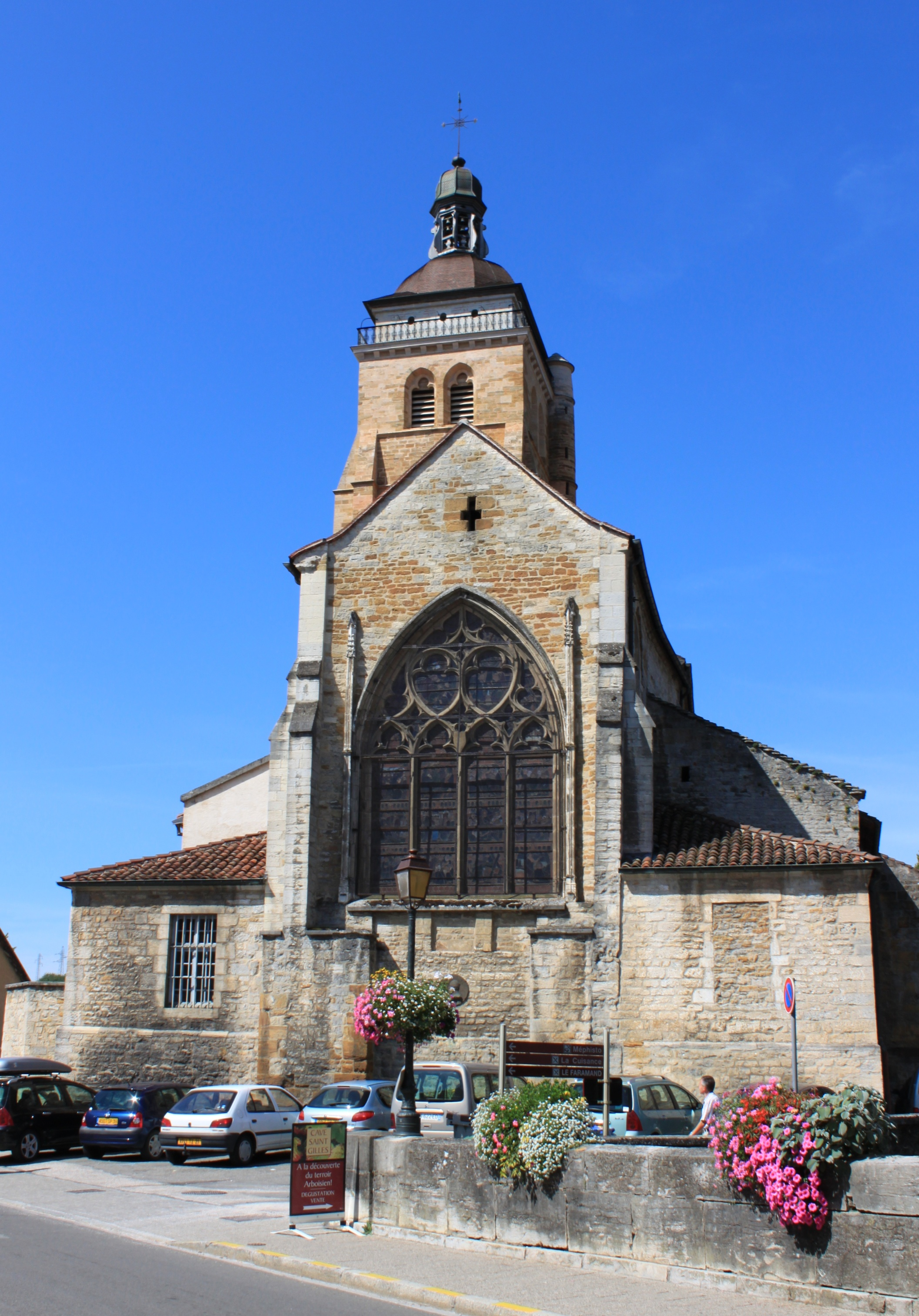

En 1651 le clocher est détruit par un incendie accidentel déclenché par un feu d'artifice tiré du sommet.
En 1716 le nouveau clocher, de 57 m (dont 41 m de hauteur de souche), et de 5 étages est construit en pierre ocre provenant de la carrière de Montesserin située à 2,5 km à l'ouest. Il comporte 209 marches et un clocher comtois (avec dôme à l'impériale) surmonté d'un lanterneau.
En 1738, le clocher est équipé d'un carillon de onze cloches dont le plus gros bourdon de Franche-Comté, pesant plus de quatre tonnes. Neuf autres cloches ont été ajoutées ultérieurement.

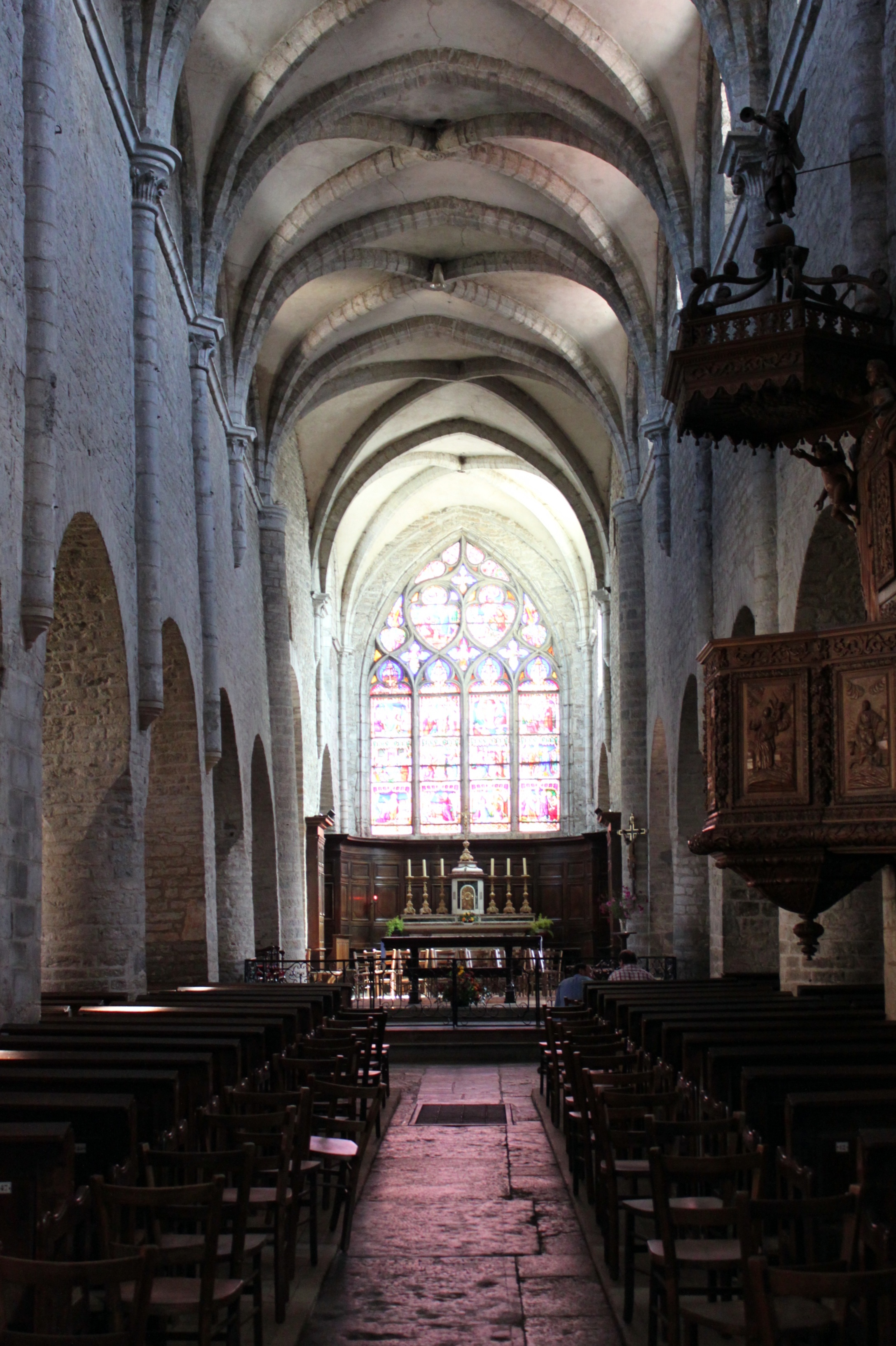
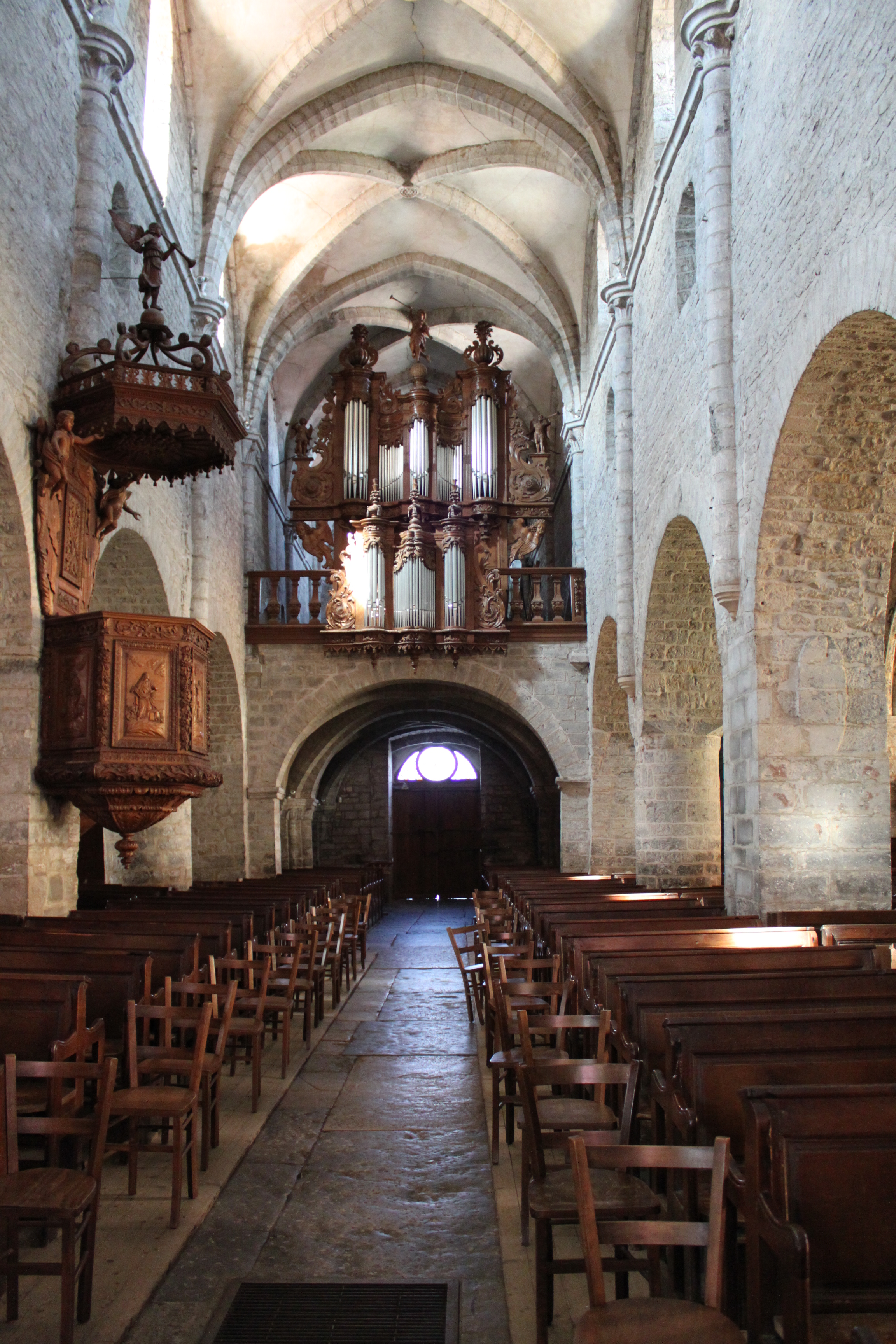
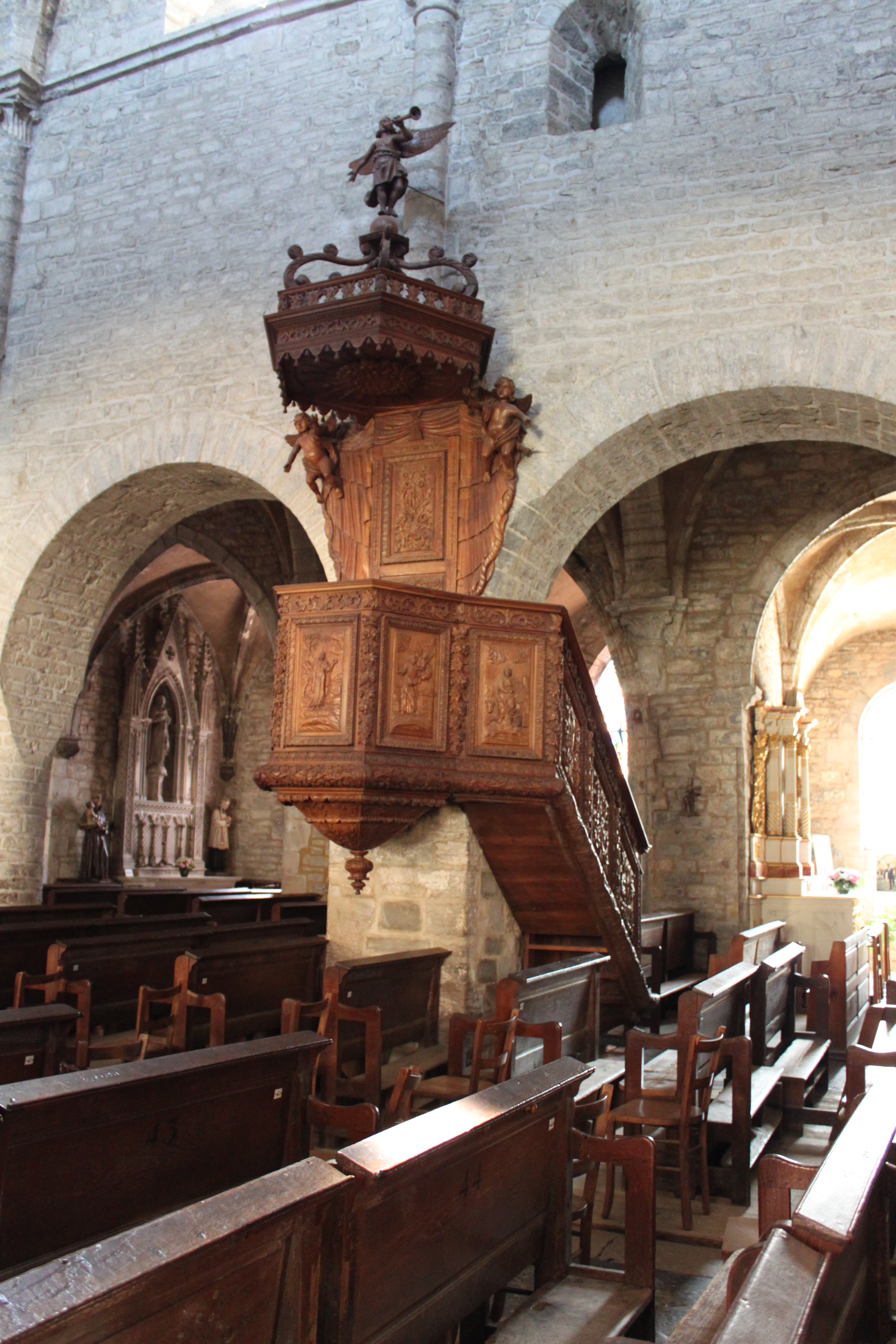
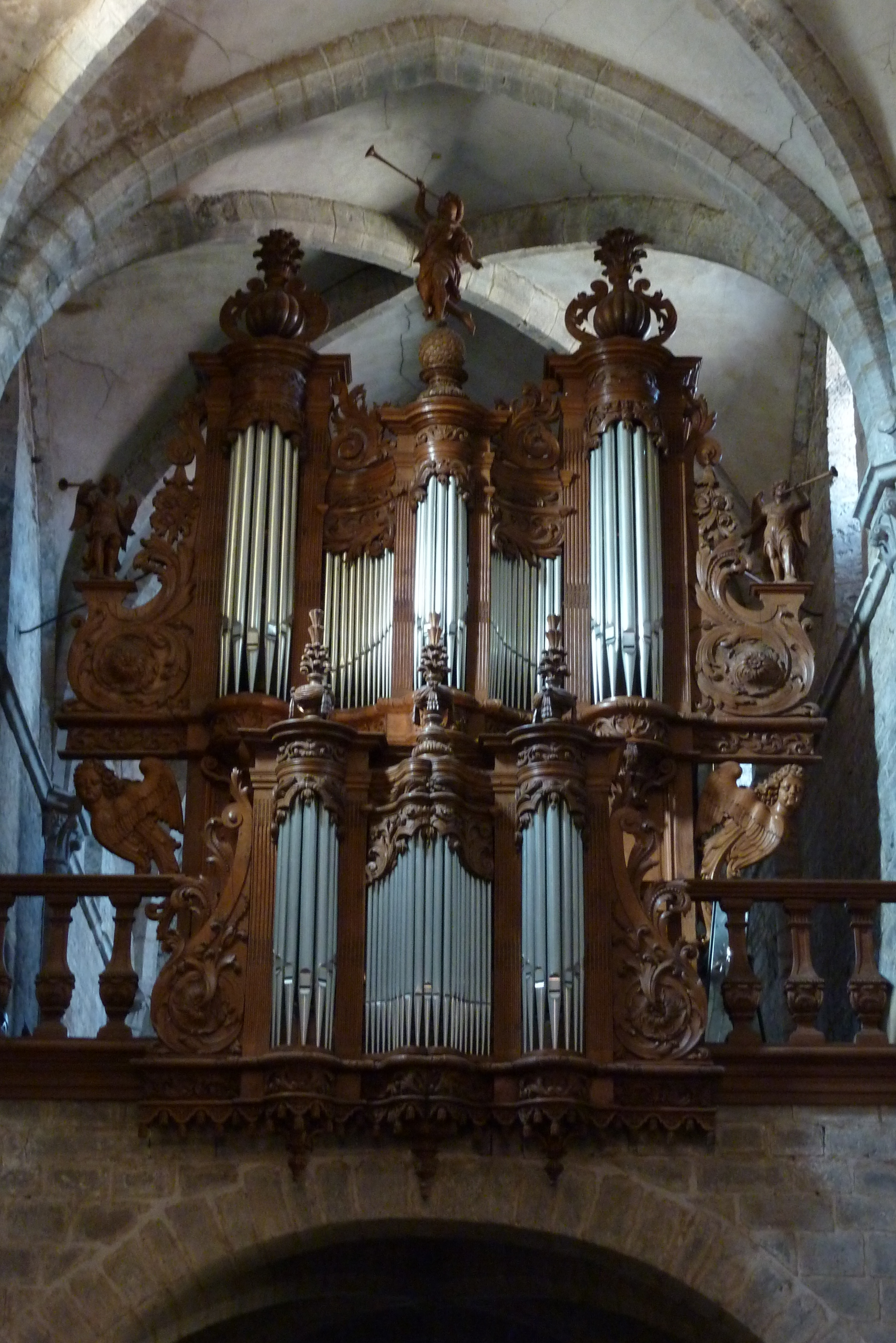
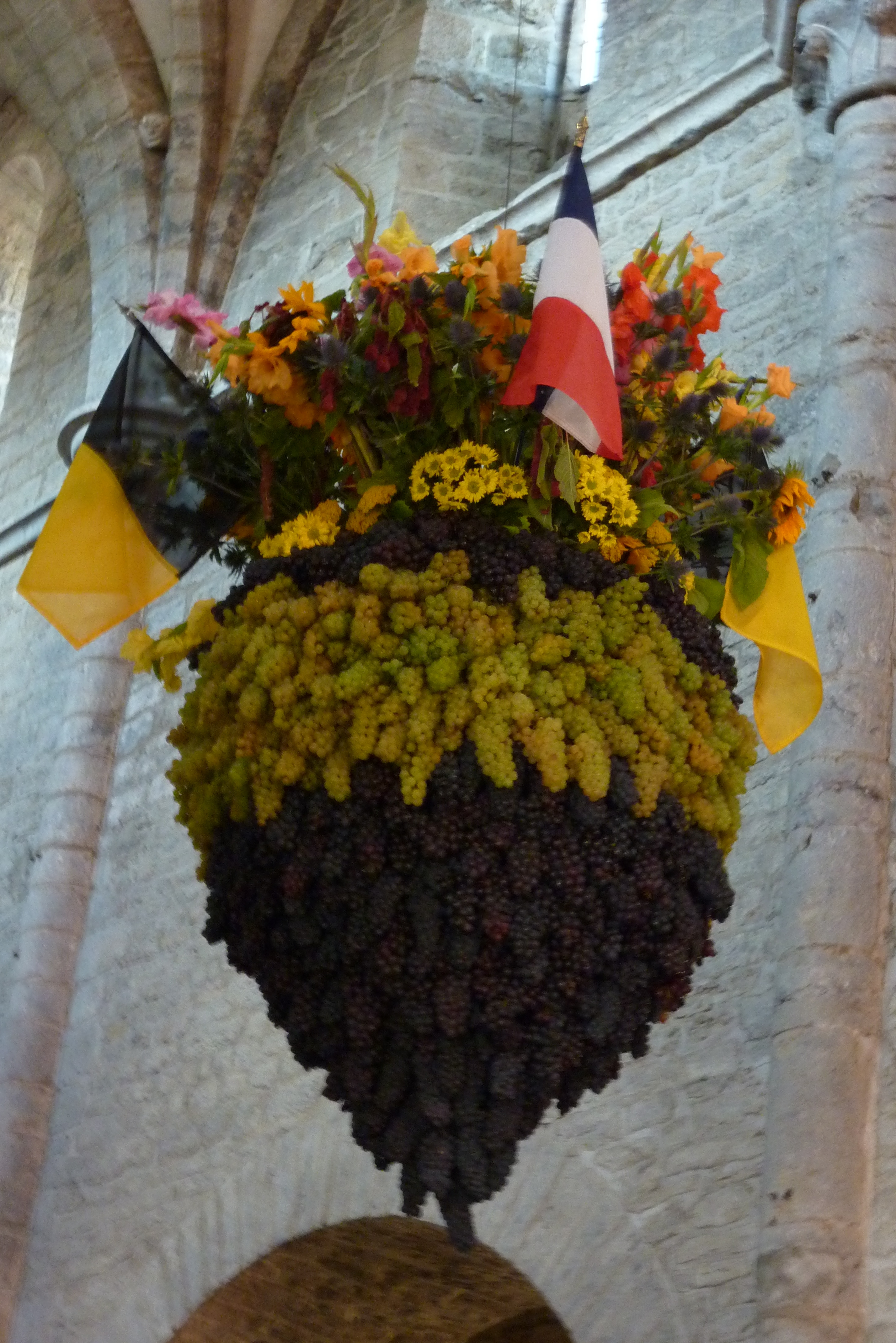
Fête du Biou.

L'édifice est classé au titre des monuments historiques en 1913. Des visites guidées sont organisées en été. Depuis le balcon du clocher, qui penche sensiblement des 2 côtés, on jouit d'une vue panoramique sur la ville.

## Description
Outre la tour (clocher-porche à entrée latérale), l'église, de style roman, possède trois nefs comportant une tribune et de nombreuses chapelles. Sur la base d'une architecture médiévale, les styles roman et gothique se mêlent.

Le chevet roman en hémicycle a dû être remplacé, au XVIe siècle, par un autre, carré, doté d'une verrière dont le remplage est en gothique flamboyant. 

## Mobilier
En 1795, l’orgue de 1728 de la collégiale Notre-Dame d'Arbois, dû au facteur d'orgues Marin Carouge, est transféré dans l'église Saint-Just. La confection de son buffet est attribuée à deux ébénistes d'Arbois, les frères Lamberthod, à qui l'on doit également la chaire à prêcher (v. 1745).
L'orgue est classé aux monuments historiques le 19 octobre 1976 avant d'être restauré par le facteur d'orgues Bernard Aubertin et l'ébéniste arboisien Claude Primot en 1984-1985,. On trouve également quelques sculptures du XVe siècle et une statue de la Vierge à l'Enfant à la tige de fleur, datée de 1380. Tous les vitraux historiés sont du XIXe siècle, sauf celui du Biou qui est contemporain.